# Isognathus pedilanthi
Isognathus pedilanthi är en fjärilsart som beskrevs av Jean Baptiste Boisduval 1875. Isognathus pedilanthi ingår i släktet Isognathus och familjen svärmare. Inga underarter finns listade i Catalogue of Life.